# 시호
시호(諡號)는 죽은 인물에게 국가에서 내려주거나 죽은 군주에게 다음 군주가 올리는 특별한 이름으로, 동양의 군주제 국가에서 시행되었다. 시호를 받는 대상은 황제, 제후, 임금 등의 군주와 그 조상 및 부인, 공신, 고급 관료, 기타 국가적으로 명망을 쌓은 저명한 인물이다.
시호는 국가가 부여하는 공적인 시(諡)로서, 개인이 붙이는 사시(私諡)와 구별되나, 일반적으로 말하는 시(諡)는 전자 쪽이다. 시호를 붙이는 제도의 기원은 중국 주나라 중기 때(기원전 9세기경)로 언급되며, 천자 뿐만 아니라, 제후・경대부・고관・저명한 유학자 등에게 내려졌고, 시대가 흘러 고승도 대상이 되었다.

## 유래
일반적으로 중국 주나라 때 시호의 법도를 처음 정했다고 알려져 있다. 한국사에서는 삼국시대의 군주들에게 시호를 올린 것이 최초로, 신라에서는 지증왕이 죽은 514년에 처음으로 시호를 올렸다고 한다.그 뒤로도 이어져 고려와 조선에서도 시행되었다.

## 조선왕조 시호 제도
조선왕조에서는 정2품 판서급 관직, 즉 오늘날의 장관급 관직을 지내야 시호를 받을 수 있었으며, 예외적으로 종2품 대제학 역임자에게도 시호를 주었다. 정2품 관직을 지낸 모든 인물에게 시호가 내려졌던 것은 아니며, 생전에 정2품 관직을 지내지 못했더라도 공적과 절의가 출중한 인물이면 사후에 정2품 관직을 먼저 추증한 후에 시호를 내리기도 하였다.
- 종친, 문관, 무관으로 정2품 이상 실직(實職, 실무가 있는 관직)을 지낸 인물에게 시호를 내린다.
- 공신(功臣)으로 책봉된 인물은 관직이 낮더라도 시호를 내린다.[2]
- 종2품으로 대제학을 역임한 자에게도 시호를 내린다.
- 유현(儒賢)과 절의(節義)로 죽은 인물에게는 그 행적이 현저할 경우에 시호를 내린다.
- 시호는 각 인물에 대해 자동적으로 내려지는 것이 아니고, 일정한 자격을 갖춘 인물이 인물의 행적을 기술한 글(행장)을 조정에 제출하면 그것을 토대로 관계 관청에서 논의를 거쳐 시호 후보 3개를 정하고, 이후 국왕의 재가를 거쳐 시호를 내린다.[3]

## 시호법
시호를 정하는 방법은 시호법(諡號法)에 따르는데, 각각의 글자마다 그 글자에 해당하는 뜻을 4글자 내외의 한자로 설정해 놓은 것이다. 예를 들면 다음과 같다.
- 文(문) : 經天緯地 경천위지(천하를 경륜하여 다스리다)
- 忠(충) : 危身奉上 위신봉상(자신이 위태로우면서도 임금을 받든다)
- 武(무) : 折衝禦侮 절충어모(적의 창끝을 꺾어 외침을 막다)

약 300여 자의 글자에 이러한 뜻이 글자마다 1개 이상씩 설명되어 있으며, 국가에서 이 시호법에 따라 죽은 인물의 행적과 공업, 자취 등을 살펴 적절한 뜻의 글자를 결정한 후 시호를 붙인다. 이 글자들은 포폄에 따라 상시(上諡), 중시(中諡), 하시(下諡)로 나뉘며, 상시는 미시(美諡), 중시는 평시(平諡), 하시는 악시(惡諡)라고도 한다.

## 사례
신하에게 준 시호는 통상 2글자로 정한다. 고대 중국에서는 1글자로 정했으나, 시호를 받는 인물이 늘어나 중복되는 경우가 많아지고 글자 하나로는 어떤 인물의 행적을 잘 표현하기 어렵다고 여겨져 2글자로 확대되었다. 황족이나 고급 관료에게 열후와 같은 작위를 내리는 전통이 있는 중국에서는 작위에 따라 왕(王), 공(公), 후(侯) 등을 붙였으며, 작위가 없는 조선의 경우 모두 공(公)으로 통칭하였다. 예를 들면 다음과 같다.
- 충무공(忠武公) : 조선 이순신(李舜臣, 1545~1598)
- 문순공(文純公) : 조선 이황(李滉, 1501~1570)
- 충무후(忠武侯) : 중국 촉한 제갈량(諸葛亮, 181~234)

황제나 제후인 경우에는 글자자 수에 제한이 없다. 조선에서는 임금에게 대체로 8자의 시호를 올렸으며, 여기에 중국 황제가 내려진 2글자를 붙여 통칭하였다. 예전에는 중국에서 준 시호와 함께 썼으나 현재는 조선 자체의 시호만 쓴다. 예를 들면 다음과 같다.
- 康靖仁文憲武欽聖恭孝 : 조선 제9대 임금 성종 (成宗, 1457 ~ 1494)

앞의 '康靖(강정)' 2글자가 중국 조정에서 준 시호이고 뒤에 '仁文憲武欽聖恭孝(인문헌무흠성공효)' 8글자가 조선 조정에서 올린 시호이다. 이에 따라 성종을 '성종대왕' 또는 '공효대왕'이라고 한다. 성종은 묘호(廟號)이다.

## 사시
국가에서 시호를 정하는 것이 원칙이나, 나라가 망하였거나 시대 상황이 맞지 않아 시호가 내려지지 않을 때는 저명한 학자나 문인, 친구 또는 개인, 단체 등이 자발적으로 시호를 붙여주는 경우도 있다. 이를 사시(私諡)라고 한다. 영친왕의 시호인 의민황태자, 이구 (1931년)의 시호인 회은황태손 등 문중에서 붙여준 시호와 정도전의 아버지 정운경의 시호인 염의선생(廉義先生) 등이 있다.

## 시호에 사용되는 문자
- 왼쪽에서부터 가나다 순으로 직렬함.

| - 敬恭官次(경공관차) : 경건하고 공경스럽게 관직에 나아가다 - 溫恭朝夕(온공조석) : 아침 저녁 항상 온화하며 공손하다 - 威容端嚴(위용단엄) : 용모가 단정하고 위엄이 있다 - 治興明肅(치흥명숙) : 나라를 다스림이 밝고 엄숙하다 - 平易不訾(평이불자) : 평이(平易)하고 허물이 없는 것 - 強毅果敢(강의과감) : 용감하고 과감하다 - 強而能斷(강이능단) : 강하여 능히 일을 결단하다 - 守義不屈(수의불굴) : 옳은 것을 지키고 굴복하지 않다 - 追補前過(추보전과) : 전에 행한 잘못을 살펴 보충하다 - 致果殺敵(치과살적) : 용감하게 행동하여 적을 죽이다 - 安樂撫民(안락무민) : 평안하고 즐거워하며 백성들을 어루만지다 - 安樂治民(안락치민) : 평안하고 즐거워하며 백성들을 다스리다 - 淵源流通(연원류통) : 근원이 깊어 흐름이 이어지다 - 令民安樂(영민안락) : 백성들로 하여금 평안하고 즐겁게 하다 - 溫良好樂(온량호락) : 따뜻하고 어질며 기뻐하고 즐거워하다 - 溫柔好樂(온유호락) : 따뜻하고 부드러우며 기뻐하고 즐거워하다 - 奠安四海(전안사해) : 온 나라를 편안하게 하다 이 시호는 槺(빌 강)과 아래의 荒과 상통한다. - 凶年無穀(흉년무곡) : 흉년이 되어 곡식이 없다 이 시호는 槺(빌 강)과 위의 糠과 상통한다. - 不務耕稼(불무경가) : 농경에 힘쓰지 않는다 - 外內縱亂(외내종란) : 국가가 반란으로 휩싸이다 - 好樂怠政(호락태정) : 쾌락으로 정치에 태만하다 - 凶年無穀(흉년무곡) : 흉년으로 곡식이 없다 - 執一不遷(집일불천) : 한 가지만을 고집하여 옮기지 않다 - 殘人多壘(잔인다루) : 많은 사람을 잔인하게 대하다 - 彰義掩過(창의엄과) : 과실을 덮고 의를 밝히다 - 不汚不義(불오불의) : 더럽고 의롭지 못한 것과 관계가 없다 - 耆意大圖(기의대도) : 생각이 깊고 뜻이 크다 - 耆意大應(기의대응) : 생각이 깊고 걱정이 많다 - 守義不屈(수의불굴) : 정의를 지켜 굴복하지 않다 - 由義而濟(유의이제) : 의리에 따라서 남을 도와주다 - 布德行剛(포덕행강) : 덕을 널리 행하고 강직하게 행동하다 - 布義行剛(포의행강) : 의를 널리 행하고 강직하게 행동하다 - 戒愼幾薇(계신기미) : 기미를 경계하고 조심하다 - 善合法度(선합법도) : 훌륭하고 법도에 맞게 하다 - 夙夜恭事(숙야공사) : 이른 아침부터 밤 늦게까지 일을 공손하게 하다 - 夙夜做戒(숙야주계) : 이른 아침부터 밤 늦게까지 공경하고 경계하다 - 夙興恭事(숙흥공사) : 일찍 일어나 일을 처리하다 - 夙興夜寐(숙흥야매) : 일찍 일어나고 밤에 잘 자다 - 令善典法(영선전법) : 훌륭하게 법을 집행하다 - 肇紀立極(조기입극) : 기강을 만들고 표준을 세우다 - 旣過能改(기과능개) : 지나간 과실을 고쳤다 - 敬事供上(경사공상) : 일을 공경스럽게 하고 임금에게 이바지하다 - 敬事奉上(경사봉상) : 일을 공경스럽게 하고 임금을 받들다 - 敬順事上(경순사상) : 일을 공손하게 하고 임금을 섬기다 - 旣過能改(기과능개) : 이미 지나간 잘못을 능히 고치다 - 不懈于位(불해우위) : 자리에 올라서도 마음을 놓지 않다 - 尊賢敬上(존현경상) : 어진 자나 웃어른을 존경하다 - 尊賢貴義(존현귀의) : 어진 사람을 존경하고 의리를 귀하게 여기다 - 執心堅固(집심견고) : 마음가짐이 굳고 단단하다 - 執事堅固(집사견고) : 일을 맡아서 하는 것이 굳고 단단하다 - 好力致勇(호력치용) : 힘쓰기를 좋아하고 용감하게 행동하다 - 好學近習(호학근습) : 배우고 익히기를 좋아하다 - 華言無實(화언무실) : 좋게 꾸며 말하지만 실속이 없다 - 能紹前業(능소전업) : 선대의 위업을 잘 이어나갔다 - 貞心大度(정심대도) : 마음이 곧고 생각이 크다 - 正心量弘(정심량홍) : 바른 마음을 널리 헤아릴 수 있다 - 愛民任刑(애민임형) : 백성을 사랑하나 형벌을 좋아하다 - 能修其官(능수기관) : 수양을 쌓아 벼슬하였다 - 治典不殺(치전불살) : 범전에 의해 다스리고 살육하지 않았다 - 喪國心懈(상국심해) : 나라를 잃고 후회한다 - 中外向化(중외향화) : 안팎을 귀화시켰다 - 守禮執義(수예집의) : 예의를 지키고 옳은 것을 추구한다 - 好禮執義(호예집의) : 예의를 좋아하고 옳을 것을 추구한다 - 疏中通理(소중통리) : 상소문이 이치에 통달하다 - 質直好善(질직호선) : 성질이 곧고 착함을 좋아 한다 - 愛民好治(애민호치) : 백성을 위해 잘 다스린다 - 典禮不愆(전례불건) : 예를 행동함에 어긋남이 없다 - 典禮不倦(전례불권) : 예를 행동함에 싫증내지 않는다 - 諫諍不威(간쟁불위) : 간쟁에 위엄을 부리지 않았다 - 綏柔士民(수유사민) : 백성을 편안하게 부드럽게 대하다 - 執義揚善(집의양선) : 의를 중시하고 선행을 부양했다 - 澤及遐外(택급하외) : 은덕이 멀리까지 미쳤다 - 心能制義(심능제의) : 마음이 능히 올바른 것을 지킨다 - 制事得義(제사득의) : 일을 행하여 의를 얻는다 - 制事合義(제사합의) : 일을 행하는 것이 의리에 합당하다 - 思慮深遠(사려심원) : 생각하는 점이 깊었다 - 恐懼徙處(공구사처) : 두려워하여 거처를 옮기다 - 未中早夭(미중조요) : 중년이 되기 전에 일찍 죽다 - 肆行勞祀(사행노사) : 근로와 제사 때 방자하였다 - 年不稱志(연불칭지) : 나이가 들어도 뜻을 세우지 못했다 - 淫祀勞民(음사노민) : 음사를 좋아해 백성들이 고달팠다 - 中年早夭(중년조요) : 중년의 나이에 일찍 죽다 - 中身早夭(중신조요) : 중년의 몸으로 일찍 죽다 - 能記國善(능기국선) : 기록을 잘하고 나라를 잘 다스렸다 - 善行不怠(선행불태) : 선행함에 게으르지 않았다 - 溫仁忠厚(온인충후) : 따뜻하고 인자하며 충성이 두터웠다 - 小心敬事(소심경사) : 조심하며 일을 공경스럽게 한다 - 溫良好樂(온량호락) : 따뜻하고 사람이 좋아 기쁘고 즐겁다 - 慈仁愛人(자인애인) : 사람들에게 인자하다 - 中心敬事(중심경사) : 중심이 있고 일을 공경스럽게 한다 - 乖戾反常(괴려반상) : 상식과 법도에 어긋나다 - 不悔前過(불회전과) : 옛 과오를 후회하지 않는다 이 시호는 고대 중국어로는 剌과 상통한다. - 殺戮無辜(살륙무고) : 무고하게 살육하다 - 暴虐無親(폭학무친) : 난폭하고 사나워 친한 사람이 없다 - 剛克爲伐(강극위벌) : 강직하고 자기를 이겨 공으로 삼다 - 強以能斷(강이능단) : 강력하게 일을 결단한다 - 秉德遵業(병덕준업) : 덕을 지키고 선대의 업적을 따른다 - 安民有功(안민유공) : 백성들을 평안하게 한 공이 있다 - 有功安民(유공안민) : 공적이 있고 백성들을 평안하게 한다 - 以武立功(이무립공) : 무력으로 공을 세운다 - 執德秉業(집덕병업) : 덕을 가지고 일을 추진한다 - 極知鬼事(극지귀사) : 귀신 일에 아는 것이 극히 많았다 - 亂而不順(난이불순) : 난이 일어나자 순응하지 않았다 - 能成基志(능성기지) : 기틀과 뜻을 잘 이루었다 - 不勤成名(불근성명) : 부지런하지 않고 이름만 남겼다 - 死見神能(사견신능) : 죽은 뒤에 신이 능함을 봤다 - 死而志成(사이지성) : 죽어서 뜻을 이루었다 - 好祭鬼神(호제귀신) : 귀신에게 제사함을 좋아했다 - 奉義順則(봉의순칙) : 의를 받들고 규칙에 순응하였다 전통적으로 이 시호는 본자인 謬보다는 통자인 繆를 많이 썼으나, 繆는 상시인 穆과도 상통하므로 자주 혼동된다. - 名與實爽(명여실상) : 이름과 실질이 어긋난다 - 勤政無邪(근정무사) : 정치에 바르고 사술이 없었다 - 才敏審諦(재민심체) : 재주가 있고 민첩하며 명확하게 사리를 알았다 - 德正應和(덕정응화) : 덕을 베풀고 화합에 힘썼다 - 獨見先識(독견선식) : 혼자 보면서 아는 것이 남보다 앞선다 - 思慮果遠(사려과원) : 생각이 과감하고 원대하다 - 臨照四方(임조사방) : 사방에 밝은 빛을 비추다 - 任賢致遠(임현치현) : 어진 사람을 멀리서 구한다 - 招集殊異(초집수이) : 특이한 것을 수집한다 - 察色見情(찰색견정) : 얼굴 빛을 보고 사람의 감정을 알다 이 시호는 통자인 繆로도 많이 쓰이나, 繆가 하시인 류(謬)와도 상통하므로 자주 혼동된다. - 中心見貌(중심견모) : 마음씨가 볼 만하다 - 中情見貌(중정견모) : 마음의 정이 볼 만하다 - 布德執義(포덕집의) : 덕을 널리 펴고 올바른 것을 지킨다 - 剛強以順(강강이순) : 성질이 강직하면서도 순하다 - 剛強直理(강강직리) : 성질이 강직하여 곧고 이치가 있다 - 誇志多窮(과지다궁) : 지향하는 바가 컸으나 곤궁함이 많았다 - 克定禍亂(극정화란) : 화란을 능히 평정한다 - 闢土斥境(벽토척경) : 넓은 땅을 개척함이 컸다 - 保大定功(보대정공) : 강대한 힘을 갖춰 공적을 공고히 하다 - 威強敵德(위강적덕) : 굳센 위력으로 적을 제압했다 - 折衝禦侮(절충어모) : 적의 창끝을 꺾어 외침을 막는다 - 除僞寧眞(제위녕진) : 거짓을 물리치고 참됨을 추구했다. - 刑民克服(형민극복) : 백성을 법률로 다스려 복종하게 한다 - 以功受賞(이공수상) : 공을 세워 상을 받다 - 以德受官(이덕수관) : 덕으로서 벼슬을 받는다 - 貪而敗官(탐이패관) : 탐욕이 많아 관리로 부패하다 - 剛柔相濟(강유상제) : 강직하고 부드러우며 서로 도와준다. - 敬直慈惠(경직자혜) : 공경하고 정직하며 자비롭고 은혜롭다. - 經天緯地(경천위지) : 천하를 경륜하여 다스린다. - 勤學好文(근학호문) : 배우기를 부지런히 하고 글 읽기를 좋아한다. - 勤學好聞(근학호문) : 배우기에 부지런히 하고 남에게 묻기를 좋아한다. - 道德博文(도덕박문) : 도덕이 있고 글을 널리 읽는다. - 道德博聞(도덕박문) : 도덕이 있고 널리 들은 것이 많다. - 敏而好學(민이호학) : 행동이 민첩하고 배우기를 좋아한다. - 博學多見(박학다견) : 널리 남에게 들은 것이 많고 본 것이 많다 - 博學多聞(박학다문) : 널리 배운 것이 많고 남에게 들은 것이 많다. - 博學多識(박학다식) : 널리 배운 것이 많고 아는 것이 많다. - 博學好文(박학호문) : 널리 배운 것이 많고 글 읽기를 좋아한다. - 慈惠愛民(자혜애민) : 자비롭고 은혜로우며 백성을 사랑한다. - 忠信愛人(충신애인) : 충성스럽고 믿을 수 있으며 남을 사랑한다. - 忠信接禮(충신접례) : 충성스럽고 믿을 수 있으며 예로써 손님을 대한다. - 應事有功(응사유공) : 일에 응하매 공이 있다 - 好古不怠(호고불태) : 옛 것을 좋아하고 게으르지 않다 - 使民悲傷(사민비상) : 백성들을 슬프게 하다 - 在國遭艱(재국조간) : 나라가 근심을 만나게 하다 - 在國逢亂(재국봉란) : 나라에 있으면서 환난을 만나다 - 在國遭憂(재국조우) : 나라에 있으면서 근심을 맞이하다 - 國多大喪(국다대상) : 나라에 상이 많았다 - 禍亂方作(화난방작) : 어지러움이 사방에서 일어난다 - 追補前過(추보전과) : 옛 과실을 반성하고 보수하였다 - 內外貞復(내외정복) : 안과 겉으로 곧게 되풀이한다 - 親比于善(친비우선) : 화목을 중시하고 선을 행하였다 - 擇善而從(택선이종) : 선을 행하니 사람들이 따랐다 - 嚴督無私(엄독무사) : 엄히 감독하며 사사로움이 없었다 - 治民克盡(치민극진) : 백성을 다스림에 진력하였다 - 道德純一(도덕순일) : 도덕을 숭상하고 한결 같았다 - 大成兆民(대성조민) : 백성에게 항상 희망을 주었다 - 謀慮不僭(모려부참) : 항상 생각할 때 거짓이 없었다. - 思而能改(사이능개) : 생각하면서 고칠 것을 찾았다 - 心常在民(심상재민) : 마음 속에 항상 백성이 있었다 - 念終如始(염종여시) : 일생동안 신념이 같았다 - 外內思索(외내사색) : 항상 사색을 즐겼다 - 追悔前過(추회전과) : 전날의 잘못을 후회하였다 - 昭功寧民(소공녕민) : 백성들의 안녕에 공로가 많았다 - 短折不成(단절불성) : 일찍 죽어 이룬 것이 없다 - 未家短折(미가단절) : 장가를 못 가고 일찍 죽었다 - 有知而夭(유지이요) : 지식은 있었으나 일찍 죽었다 - 善聞周達(선문주달) : 남의 말을 잘듣고 주위에 잘 전달한다 - 聖善周聞(성선주문) : 성스럽고 착한 것이 두루 알려졌다 - 誠意外見(성의외견) : 성의가 많음이 여러 사람이 알 수 있다 - 施而不私(시이불사) : 남에게 베풀면서 사사로움 마음이 없다 - 安民立政(안민입정) : 백성들을 편안하게 하는 정책을 세운다 - 禮樂明具(예악명구) : 예의와 음악이 분명히 갖추어졌다 - 爲相克終(위상극종) : 재상을 위해 일을 마친다 - 佐相克終(좌상극종) : 재상을 도와 일을 마친다 - 揚善賦簡(양선부간) : 착함을 드날리고 간소함을 펴다 - 峻德垂統(준덕수통) : 높은 덕으로 계통을 물려주다 - 不生其國(불생기국) : 그 나라에서 살지 않았다 - 生于外家(생우외가) : 외가에서 살았다 - 令名洋溢(영명양일) : 아름다운 명망이 차 넘치다 - 明德有勞(명덕유로) : 덕을 밝혀 공로가 있다 - 聖問達道(성문달도) : 성인 말을 배우고 도덕을 이룬다 - 聲聞宣遠(성문선원) : 좋은 말을 멀리까지 알린다 - 聲聞周達(성문주달) : 좋은 말들 듣고 주변에 전달한다 - 容貌恭美(용모공미) : 생김새가 공손하고 아름답다 - 容儀恭美(용의공미) : 차림새가 공손하고 아름답다 - 容儀修美(용의수미) : 차림새가 수신하여 아름답다 - 達禮蔽樂(달례폐락) : 즐거움다는 예의를 중시했다 - 非次得之(비차득지) : 차서로 이를 얻었다 - 疏遠繼位(소원계위) : 먼곳에서 소통하고 자리를 이었다. - 勤其世業(근기세업) : 자기 가업에 부지런하다 - 好學近智(호학근지) : 학문을 좋아하고 지혜가 깊었다 - 剛德克就(강덕극취) : 강직하고 덕스러워 앞으로 나아가다 - 法度修明(법도수명) : 법도가 잘 서고 밝혀졌다 - 正己攝下(정기섭하) : 자기를 바로잡아 아래사람을 이끈다 - 執心決斷(집심결단) : 마음을 굳게 가져 일을 결단한다 - 德業粹備(덕업수비) : 덕과 업적이 순수하게 갖추어지다 - 中正精粹(중정정수) : 마음이 바르고 정신이 순수하다 - 中正和粹(중정화수) : 마음이 바르고 온화하며 순수하다 - 慈仁和民(자인화민) : 자비롭고 어질며 백성들에게 온화하다 - 慈和遍服(자화편복) : 자비롭고 온화하며 두루 복종시킨다 - 和比於理(화비어리) : 온화한 것이 이치에 비길만 하다 - 容儀恭美(용의공미) : 예의를 지키고 아름다움을 공경했다 - 民無能名(민무능명) : 백성들이 이름을 형언할 수 없다 - 寬柔和平(관유화평) : 너그럽고 부드러우며 온화하고 화평하다 - 與人無競(여인무경) : 남과 더불어 겨루지 않는다 - 兆民寧賴(조민녕뢰) : 만백성이 편안하고 덕택을 입었다 - 好和不爭(호화부쟁) : 화목을 좋아하고 남과 다투지 않는다 - 違天虐民(위천학민) : 하늘을 위반하고 백성을 학대하였다 - 淫不守正(음불수정) : 음란하여 정도를 지키지 못하였다 - 失禮遠衆(실례원중) : 예의를 잃어 백성들이 멀어졌다 - 好內遠禮(호내원례) : 여자를 좋아하고 예절의 멀리했다 - 好內怠政(호내태정) : 여자를 좋아하고 정사에 태만했다 | - 甲胄有勞(갑주유노) : 군사 관계에 공이 있다 - 有功征伐(유공정벌) : 정벌을 하는데 공이 있다 - 因事有功(인사유공) : 일을 맞아 하는데 공이 있다 - 恭仁短折(공인단절) : 공손하고 어질었으나 일찍 죽었다 - 早孤短折(조고단절) : 젊은 나이에 일찍 죽었다 - 嗇于賜予(색우사여) : 주는 데 인색하다 - 能御禍亂(능어화란) : 화근과 변동을 잘 제압했다 - 威德剛武(위덕강무) : 위엄과 덕이 있고 무력이 강하였다 - 變故改常(변고개상) : 전법을 고치고 옛 것을 변혁했다 - 好更改舊(호경개구) : 옛것을 고치고 새로이 경장했다 - 剛克爲伐(강극위벌) : 강직하고 자기를 이겨 공으로 삼다 - 强以能斷(강이능단) : 강력하게 일을 결단한다 - 秉德遵業(병덕준업) : 덕을 지키고 선대의 업적을 따른다 - 安民有功(안민유공) : 백성들을 평안하게 한 공이 있다 - 有功安民(유공안민) : 공적이 있고 백성들을 평안하게 한다 - 以武立功(이무립공) : 무력으로 공을 세운다 - 執德秉業(집덕병업) : 덕을 가지고 일을 추진한다 - 寵祿光大(총록광대) : 임금의 사랑과 벼슬이 빛나고 크다 - 狀古述今(상고술금) : 옛것을 참고하여 새글을 지었다 - 德性寬和(덕성관화) : 덕성으로 너그럽고 온화하다 - 率義其用(솔의기용) : 의를 지키고 용맹함이 현저하였다 - 勝敵壯志(승적장지) : 적을 이기며 장한 뜻을 폈다 - 臨亂不懼(임난불구) : 변란이 있어도 두려워 하지 않았다 - 寬裕溫柔(관유온유) : 관대하고 온순하며 부드러웠다 - 睦于兄弟(목우형제) : 형제간에 돈목하였다 - 能思辨衆(능사변중) : 생각이 깊고 사람을 구별 할 줄 안다 - 道德純一(도덕순일) : 도덕을 지키고 순수한 마음을 지녔다 - 民悅其義(민열기의) : 백성을 기쁘게 하며 의리를 중시한다 - 始建國都(시건국도) : 나라를 세우고 서울을 건설한다 - 體人長民(체인장민) : 인을 체행하여 백성들의 어른이 되다 - 主義行德(주의행덕) : 옳은 것을 주장하며 덕을 행한다 - 行義悅民(행의열민) : 의를 행하여 백성들을 기쁘게 하다 - 忘德敗禮(망덕패예) : 덕이 없고 예의가 문란하다 - 柔無立志(유무입지) : 유약하여 뜻을 세움이 없다 - 敗亂百度(패난백도) : 반란에 패하여 나라가 혼란하다 - 強又執正(강우집정) : 강하고 정직함을 고집하였다 - 強義執正(강의집정) : 굳센 의리로 바르게 잡았다 - 強而剛果(강이강과) : 강건하고 과단성이 있었다 - 猛以剛果(맹이강과) : 사나워서 굳세고 과단(果斷)하다 - 賞勤刑懲(상근형징) : 근면한 자는 상을 주고 죄인은 징벌하였다 - 威而順理(위이순리) : 위엄으로 순리를 따르게 하였다 - 以責服遠(이책복원) : 책임을 다하여 멀리까지 복속시켰다 - 克威捷行(극위첩행) : 위엄이 있고 민첩하게 행동하였다 - 克威惠禮(극위혜례) : 위엄이 있고 예의를 실천하였다 - 有威敏行(유위민행) : 위엄이 있고 민첩하게 행동하였다 - 強學好問(강학호문) : 배우기를 힘쓰고 묻기를 좋아하다 - 仁聖佑啓(인성우계) : 어질고 훌륭하여 위업을 이어 나가도록 돕다 - 動察難常(동찰난상) : 나라가 크게 어지럽다 - 壅遏不通(옹알불통) : 막혀서 통하지 않다 - 早孤隕位(조고운위) : 일찍 왕위를 잃다 - 卽位而卒(즉위이졸) : 즉위하고 곧 사망하다 - 見美堅長(견미견장) : 아름다움을 살피고 어른들을 보호했다 - 違拂不成(위불불성) : 어긋나고 거슬러 일을 이루지 못했다 - 見義能終(견의능종) : 의로운 것을 보면 능히 끝까지 지킨다 - 見義能忠(견의능충) : 의로운 것을 보면 능히 충을 다한다 - 先公後己(선공후기) : 공(公)을 먼저로 하고 자기를 뒤로 한다 - 先君後己(선군후기) : 임금을 먼저로 하고 자기를 뒤로 한다 - 除去天地害(제거천지해) : 이 세상에 해로운 것을 제거한다 - 制事合義(제사합의) : 모든 일에 의로움을 앞세운다 - 取而不貪(취이불탐) : 취득할 때 욕심을 내지 않은다 - 行義能終(행의능종) : 의로운 것을 행하면서 능히 끝까지 한다 - 果敢殺賊(과감살적) : 과감하게 적을 죽인다 - 剛而能斷(강이능단) : 강직하여 능히 일을 결단한다 - 強而能斷(강이능단) : 강하여 능히 일을 결단한다 - 果而能斷(과이능단) : 과감하여 능히 일을 결단한다 - 善行不怠(선행불태) : 착하게 행동하되 게으르지 않다 - 致果殺賊(치과살적) : 용감하게 행동하여 도적을 죽인다 - 致果殺敵(치과살적) : 용감하게 행동하여 적을 죽인다 - 德性純淑(덕성순숙) : 덕스러운 성격이 순수하고 맑다 - 性行純淑(성행순숙) : 성질과 행동이 순수하고 맑다 - 聖神魂美(성신혼미) : 성스럽고 훌륭하고 아름답다 - 溫柔性善(온유성선) : 따뜻하고 부드러우며 천성이 착하다 - 溫柔賢善(온유현선) : 따뜻하고 부드러우며 어질고 착하다 - 柔克有光(유극유광) : 부드럽고 자기 성질을 이겨 빛남이 있다 - 行見中外(행견중외) : 행실이 안과 밖으로 돋보인다 - 克殺秉政(극살병정) : 살육을 극복하고 정사를 잡았다 - 安心好靜(안심호정) : 마음이 평안하고 조용한 것을 좋아 한다 - 有伐而還(유벌이환) : 정벌하고 귀환하였다 - 質淵受諫(질연수간) : 성격이 그윽하고 간언을 잘 받아들였다 - 思慮深遠(사려심원) : 생각이 깊고 원대하다 - 愛民好治(애민호치) : 백성들을 사랑하고 나라를 잘 다스렸다 - 施仁服義(시인복의) : 인을 베풀고 의를 따른다 - 不思忘愛(불사망애) : 백성을 사랑하는 마음이 없다 - 愎恨遂過(퍅한수과) : 괴팍하고 과오가 많다 - 敎誨不倦(교회불권) : 가르치기를 게을리 하지 않는다 - 誨人不倦(회인불권) : 남을 가르치는데 게을리 하지 않는다 - 敬愼高明(경신고명) : 자기를 삼가고 사리에 밝다 - 法度大明(법도대명) : 법도가 크게 밝혀졌다 - 溫克令儀(온극령의) : 따뜻하고 너그럽고 아름다운 모양을 지녔다 - 出言有文(출언유문) : 말을 하는데 문장이 있다 - 屢征殺伐(누정살벌) : 여러 차례 전쟁에 나가 정벌한다 - 武能持重(무능지중) : 무예에 능하고 행동을 무겁게 한다 - 武而不遂(무이불수) : 무예가 있으면서 행동으로 옮기지 않다 - 勝敵克亂(승적극란) : 적을 이겨 전란을 평정한다 - 勝敵志強(승적지강) : 적에게 승리하려는 뜻이 강하다 - 嚴敬臨民(엄경임민) : 엄하고 공경하게 백성들을 대한다 - 威而不猛(위이불맹) : 위엄이 있으나 사납지 않다 - 履正克和(이정극화) : 행적이 바르고 마음이 온화하다 - 履正志和(이정지화) : 행적이 바르고 뜻이 온건하다 - 慈惠愛親(자혜애친) : 자비롭고 은혜롭게 어버이를 사랑한다 - 致果殺賊(치과살적) : 과감하게 행동하여 적을 죽이다 - 好功自是(호공자시) : 공을 좋아하고 과신한다 - 謹身制度(근신제도) : 몸을 삼가고 법도를 따른다 - 謹行制度(근행제도) : 행동을 삼가고 법도를 따른다 - 好廉自克(호렴자극) : 청렴하기를 좋아하고 스스로 자기를 이긴다 - 述義不克(술의불극) : 옳은 것을 말하면서 능히 이루지 못한다 - 內外賓服(내외빈복) : 안팎이 모두 복종하다 - 以正服人(이정복인) : 정도로써 사람을 복종시키다 - 以正服之(이정복지) : 정도로써 복종시키다 - 述義不勉(술의불면) : 옳은 것을 말하면서 행동에 힘쓰지 않는다 - 大慮安民(대려안민) : 나라를 크게 걱정하여 백성들을 평안하게 한다 - 大慮慈仁(대려자민) : 나라를 크게 걱정하며 백성들에게 인자하다 - 大慮靜民(대려정민) : 나라를 크게 걱정하여 백성들을 조용하게 한다 - 德行不爽(덕행불상) : 덕으로 행동하여 어긋남이 없다 - 純行不爽(순행불상) : 순수하게 행동하여 어긋남이 없다 - 安民大慮(안민대려) : 백성들을 평안하게 하고 나라를 크게 걱정한다 - 安民法古(안민법고) : 백성들을 편안하게 하고 옛 것을 본받는다 - 大慮克就(대려극취) : 크게 헤아려 능히 이룬다 - 不隱無屈(불은무굴) : 숨은 생각이 없고 비굴함이 없다 - 直道不撓(직도불요) : 곧게 도를 지키고 마음이 흔들리지 않는다 - 淸白守節(청백수절) : 맑고 곧으며 절개를 지킨다 - 淸白自守(청백자수) : 맑고 곧으며 자기를 지킨다 - 恭己鮮言(공기선언) : 몸을 공손히 하면서 말이 적다 - 恭己安民(공기안민) : 몸을 공손히 하면서 백성들을 편안하게 한다 - 寬樂令終(관락령종) : 너그럽고 즐거워하며 아름답게 인생을 산다 - 仕不躁進(사불조진) : 벼슬에 나아가 출세하기를 조급히 여기지 않다 - 小心恭愼(소심공신) : 조심하며 공손하고 삼간다 - 溫柔安衆(온유안중) : 따뜻하고 너그러우며 백성들을 평안하게 한다 - 柔德安衆(유덕안중) : 너그럽고 덕이 있으며 백성들을 편안하게 한다 - 柔德敎衆(유덕교중) : 부드럼과 덕으로 민중을 교화시켰다 - 資輔就其(자보취기) : 자질을 보양하여 진취한다 - 執心克莊(집심극장) : 마음을 굳게 가져 장중함이 있다 - 不能安靜(불능안정) : 안정하지 못하였다 - 好變動民(호변동민) : 변동을 좋아해 백성들이 동요하였다 - 弱而立志(약이입지) : 뜻을 세움에 미약하다 - 殘善損善(잔선손선) : 악행만 저지르고 선행이 없다 - 官人應實(관인응실) : 벼슬하면서 실용을 택하였다 - 以實求賢(이실구현) : 실용적인 선비를 구하였다 - 恭儉莊敬(공검장경) : 검소하고 공손하며 엄숙 정중하였다 - 肇敏行善(조민행선) : 민첩함이 있고 선행을 잘했다 - 明知淵深(명지연심) : 밝은 지혜가 깊다 - 被遠不義(피원불의) : 의롭지 못한 것을 피하고 멀리한다 - 活威肆行(활위사행) : 위엄을 부리고 방자하다 - 事君盡節(사군진절) : 임금을 섬김에 충절을 다한다 - 盛衰純固(성쇠순고) : 번성하거나 쇠퇴함에 상관 없이 충절을 지킨다 - 廬國忘家(여국망가) : 나라를 걱정하여 집안 일을 잊는다 - 廉方公正(염방공정) : 청렴하고 방정하며 공정하고 바르다 - 廉方公平(염방공평) : 청렴하고 방정하며 공정하고 공평하다 - 危身奉上(위신봉상) : 자기 몸이 위태로우면서도 임금을 받든다 - 臨亂不忘國(임난불망국) : 난세를 맞이하여 나라를 잊지 않다 - 臨患不忘國(임환불망국) : 환란을 맞이하여 나라를 잊지 않다 - 推能盡忠(추능진충) : 능력 있는 사람을 추대하고 충성을 다한다 - 推賢盡忠(추현진충) : 어진 사람을 추대하고 충성을 다한다 - 光啓于禩(광계우사) : 천대(千代)에 빛을 뿌리다 - 物至能應(물지능응) : 사물에 대하여 응대함에 능하였다 - 事起而辨(사기이변) : 일을 추진함에 분별할 줄 알았다 - 法度皆理(법도개리) : 법도가 다 이치에 맞는다 - 有剛治記(유강치기) : 정치를 행함에 강직하고 기강이 있다 - 執事有制(집사유제) : 일을 맡아서 행함에 짜임새가 있다 - 治而無眚(치이무생) : 다스림에 허물이 없다 - 逆天虐民(역천학민) : 하늘을 배신하고 백성을 학대하다 - 凉德薄禮(양덕박례) : 덕이 없고 예의가 희박하다 - 華言無實(화언무실) : 말은 좋지만 실속이 없다 - 博聞多見(박문다견) : 널리 남에게 듣고 본 것이 많다 - 博聞多能(박문다능) : 널리 남에게 들어 능한 것이 많다 - 賞善罰惡(상선벌악) : 착한 것에 상을 주고 악한 것에 벌을 준다 - 有學有才(유학유재) : 잘 배웠으며 재주가 있다 - 行善可紀(행선가기) : 행동이 착하여 본보기가 될 만하다 - 事理皆通(사리개통) : 모든 사리에 모두 통한다 - 智慮自操(지려자조) : 지혜롭고 나라를 걱정하며 스스로 조심한다 - 智質有理(지질유리) : 지혜롭고 질박하며 이치가 있다 - 智質有聖(지질유성) : 지혜롭고 절박하며 성인 기질이 있다 - 智質自操(지질자조) : 지혜롭고 절박하며 스스로 조심한다 - 聰明睿智(총명예지) : 총명하고 지혜로우며 슬기롭다 - 聰明睿哲(총명예철) : 총명하고 지혜로우며 밝다 - 行善可記(행선가기) : 착한 일을 하여 기록할 만하다 - 嚮忠內德(향충내덕) : 충성을 다하고 안으로 덕이 있다 - 含和無欲(함화무욕) : 온화함을 지니고 욕심이 없다. - 明德有誠(명덕유성) : 덕을 밝히고 성의를 다하였다 - 行善合道(행선합도) : 도의에 합당하고 선행하였다 - 行見中外(행견중외) : 행동이 안팎으로 돋보인다 - 寬柔慈仁(관유자인) : 너그럽고 부드러우며 자비롭고 어질다 - 勤施無私(근시무사) : 부지런히 은혜를 베풀고 사심이 없다 - 心性慈祥(심성자상) : 심성이 자비롭고 착하다 - 愛民好與(애민호여) : 백성들을 사랑하고 좋아하며 그들과 함께한다 - 柔質慈民(유질자민) : 부드럽고 질박하며 백성들에게 자비롭다 - 柔質受諫(유질수간) : 부드럽고 질박하며 충고를 잘 받아들인다 - 柔質安民(유질안민) : 부드럽고 질박하며 백성들을 평안하게 한다 - 柔質慈仁(유질자인) : 부드럽고 질박하며 자비롭고 어질다 - 柔質受諫(유질수간) : 유순한 성격으로 간언을 잘 받아들였다 - 志滿多窮(지만다궁) : 뜻은 높으나 궁색하다 - 不強不柔(불강불유) : 강하지도 부드럽지 않았다 - 柔遠能通(유원능통) : 항상 부드럽고 잘 소통했다 - 推賢讓能(추현양능) : 현인을 추천하고 사양에 능했다 - 號令悅民(호령열민) : 호령하여 백성을 즐겁게 하였다 - 執德不惑(집덕불혹) : 덕을 지키고 현혹되지 않았다 - 克敬勤民(극경근민) : 공경을 다하고 백성을 위해 힘쓰다 - 失位不倦(실위불권) : 자리를 잃고 게으리지 않았다 - 失位而死(실위이사) : 지위를 잃고 죽다 - 慈仁短折(자인단절) : 자비롭고 어질지만 짧게 살다 죽다 - 執義楊善(집의양선) : 의를 지키고 선행하였다 - 繼志成事(계지성사) : 선대의 뜻을 이어받아 일을 성사한다. - 能養能恭(능양능공) : 부모를 잘 공양하고 공손히 대한다. - 大慮行節(대려행절) : 큰 생각으로 절의(節義)를 행하다. - 秉德不回(병덕불회) : 덕을 지켜 마음을 돌이키지 않는다 - 五宗安之(오종안지) : 조상(친족)들을 모두 편안하게 한다 - 幹蠱用譽(간고용예) : 일을 이었음으로서 칭송받다. - 慈人愛人(자인애인) : 자비롭고 어질어 남을 사랑한다 - 慈惠順親(자혜순친) : 자혜롭고 어버이에 순종한다 - 慈惠愛親(자혜애친) : 자혜롭고 어버이를 사랑한다 - 協時肇享(협시조향) : 때맞춰 제사를 지낸다 - 思慮不爽(사려불상) : 매사에 사려함이 깊었다 - 怠政交外(태정교외) : 정사에 태만하고 밖으로만 돌다 - 威儀悉備(위의실비) : 위엄과 의례를 갖추었다 - 聖圖丕振(성도비진) : 훌륭한 계책을 크게 떨치다 - 敬德光輝(경덕광휘) : 공경스러운 덕이 빛나다 - 小心恭愼(소심공신) : 마음이 조심스럽고 공경하고 삼간다 - 無過爲僖(무과위희) : 과오가 없고 자신을 지킨다 - 小心謹愼(소심근신) : 마음이 조심스럽고 삼가고 삼간다 - 小心畏忌(소심외기) : 마음이 조심스럽고 두려워하여 꺼린다 - 小心外愼(소심외신) : 마음이 조심스럽고 두려워하여 삼간다 - 質淵受諫(질연수간) : 바탕이 깊고 충고를 잘 받아들인다 |

## 기타
- 전 세계를 통틀어 가장 긴 시호를 받은 인물은 조선의 효명세자이다. 효명세자의 시호는 “체원찬화석극정명성헌영철예성연경융덕순공독휴홍경홍운성렬선광준상요흠순공우근탕정계천건통신훈숙모건대곤후광업영조장의창륜행건배녕기태수유희범창희입경형도성헌소장치중달화계력협기강수경목준혜연지굉유신휘수서우복돈문현무인의효명익황제(體元贊化錫極定命聖憲英哲睿誠淵敬隆德純功篤休弘慶洪運盛烈宣光濬祥堯欽舜恭禹勤湯正啓天建通神勳肅謨乾大坤厚廣業永祚莊義彰倫行健配寧基泰垂裕熙範昌禧立經亨道成獻昭章致中達和繼曆協紀剛粹景穆峻惠衍祉宏猷愼徽綏緖佑福敦文顯武仁懿孝明翼皇帝)”로 총 113자에 이른다.[12]
- 가장 긴 시호를 받은 왕비도 조선의 신정왕후이다. 신정왕후의 시호는 “효유헌성선경정인자혜홍덕순화문광원성숙렬명수협천융목수령희강현정휘안흠륜홍경태운창복희상의모예헌돈장계지경훈철범신정왕후(孝裕獻聖宣敬正仁慈惠弘德純化文光元成肅烈明粹協天隆穆壽寧禧康顯定徽安欽倫洪慶泰運昌福熙祥懿謨睿憲敦章啓祉景勳哲範神貞王后)”로 총 56자이다.
- 중국에서 가장 긴 시호를 받은 인물은 청나라의 시조 누르하치로 “승천광운성덕신공조기입극인효예무단의흠안홍문정업고황제(承天廣運聖德神功肇紀立極仁孝睿武端毅欽安弘文定業高皇帝)”의 25자이다.
- 시법에 정해진 글자 중에는 부정적인 의미를 가진 글자(하시)도 있다. 시호는 고인의 삶을 평가하는 것이기 때문에 옳지 못한 삶을 산 사람에게는 비판하는 의미로 부정적인 시호가 내려지기도 한다. 주나라의 여왕(려왕, 厲王), 후한의 영제(靈帝), 수나라의 양제(煬帝) 등이 받은 시호가 대표적이다.
- 시법에서는 좋은 의미를 가진 글자(상시)임에도 불구하고 실제로는 평이 좋지 못한 군주에게 주로 붙었던 시호도 있다. 또한 사망한 군주의 후계자와 관료들이 시호를 정하는 것이기 때문에, 실제 군주의 업적과 관계 없이 높고 긴 시호를 올리는 경우도 많았다. 효명세자의 경우에도 후계자의 정통성을 높이기 위해 계속해서 시호가 추증된 바 있다. 반대로 선대 군주를 타도하고 즉위한 경우에는 뛰어난 군주라도 안좋은 시호를 받기도 한다.

## 같이 보기
- 호 (이름)
- 자 (이름)
- 묘호

## 참고 자료
- 문헌비고(文獻備考) 제239권 東國見行諡法
- 문헌비고 제 240∼241권 歷代名臣諡號
- 사기정의 시법해